# Alain Vincenot
Alain Vincenot, né le 19 juin 1949, est un journaliste français.

## Publications
- Fleurs de béton, Paris, Éditions Romillat, coll. « Enquête », 2001, 271 p.  (ISBN 2-87894-065-2)
- Paroles de flics. Le Malaise de la police, Paris, Éditions Romillat, coll. « Enquête », 2002, 318 p.  (ISBN 2-87894-070-9)
- La France résistante. Histoires de héros ordinaires, Paris, Éditions des Syrtes, 2004, 574 p.  (ISBN 2-84545-089-3)
- Je veux revoir maman, Paris, Éditions des Syrtes, 2005, 277 p.  (ISBN 2-84545-107-5)[1]
- Quinquas, les parias de l’emploi, Paris, Éditions Belfond, 2006, 298 p.  (ISBN 2-7144-4226-9)
- Un temps pour danser, Monaco-Paris, France, Le Rocher, 2007, 257 p.  (ISBN 978-2-268-06333-1)
- Les Larmes de la rue des Rosiers , Paris, Éditions des Syrtes, 2010, 281 p.  (ISBN 978-2-84545-154-4)[2]
- Vél d’hiv. 16 juillet 1942, Paris, Éditions de l’Archipel, 2012, 258 p.  (ISBN 978-2-8098-0715-8)
- Pieds-noirs. Les Bernés de l'histoire, Paris, Éditions de l’Archipel, 2014, 283 p.  (ISBN 978-2-8098-1551-1)[3]
- Rescapés d'Auschwitz. Les Derniers Témoins, Paris, Éditions de l’Archipel, 2015, 260 p.  (ISBN 978-2-8098-1611-2)
- Algérie. Les oubliés du 19 mars 1962, L'Archipel, 2019.
- Pieds-noirs. Accords d'Évian le grand fiasco , Préface  Boualem Sansal,Éditions de l'Archipel , 2022,315p.  (ISBN 9782809844306)